# Gangstarap

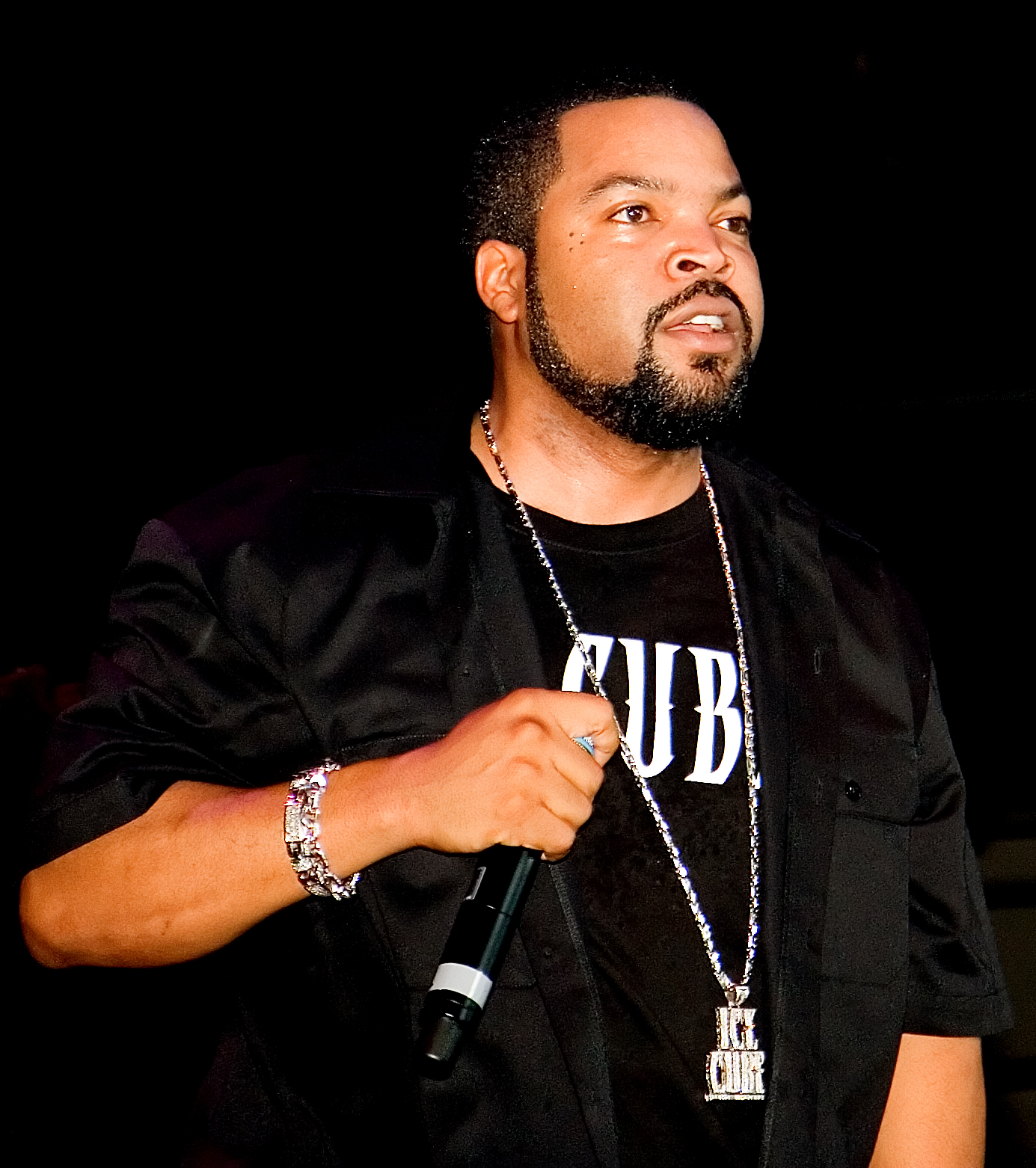
Ice Cube, een van de pioniers van de gangstarap

Gangstarap, gangsterrap of straatrap is een onderdeel van de muziekstroming rap, afkomstig uit de getto's van grote Amerikaanse steden. De teksten zijn vaak gewelddadig en seksistisch en gaan over de moeilijke leefomstandigheden in de getto's, het leven in bendes, geweld en drugs. Mede door het provocerende karakter van de teksten werd gangstarap enorm populair bij jongeren, vaak tot grote zorg van ouders en politici.
Het genre ontstond voor het eerst in het midden van de jaren tachtig met rappers als Schoolly D en Ice-T, maar werd vooral populair in de eind jaren tachtig door de groep N.W.A. Na de nationale aandacht die Ice-T en N.W.A aantrokken in de jaren tachtig en negentig, werd gangstarap het commercieel lucratiefste subgenre van hiphop.
Binnen de gangstarap zijn drie richtingen; Westcoast, Eastcoast en Dirty South. Deze namen refereren aan de oorsprong van de stromingen; Westcoast komt uit het westen van de Verenigde Staten, Eastcoast uit het oosten en Dirty South uit het zuiden. Bekende Westcoast-artiesten zijn Eazy-E, Dr. Dre, 2Pac, Snoop Dogg, Tha Dogg Pound, Ice Cube en Game. Eastcoast-artiesten zijn onder meer 50 Cent, P. Diddy, Mobb Deep, Jay-Z, Nas, Tim Dog, The Notorious B.I.G. en LL Cool J Tussen de Westcoast en de Eastcoast bestond een grote concurrentie, die zich zowel verbaal als in fysiek geweld uitte. In songteksten bijvoorbeeld werden beschuldigingen over en weer geuit en veel gangstarappers waren regelmatig betrokken bij gewelddadigheden. Dieptepunten waren de moord op 2Pac in 1996 en de moord op The Notorious B.I.G. in 1997. Alhoewel beide moorden nooit zijn opgelost, is de algemene gedachte dat beide rappers slachtoffer zijn geworden van de strijd tussen de Westcoast en de Eastcoast.
Binnen de Verenigde Staten is er voornamelijk door de conservatieve Republikeinen kritiek op deze vorm van muziek. Vooral Bill O'Reilly, de presentator van het Fox News-programma The O'Reilly Factor, heeft diverse keren meerdere rappers van openlijke geweldpleging beschuldigd.